# 微囊化
微囊化（英語：Micro-encapsulation）是指利用天然的或合成的高分子材料（统称为「囊材」）作为囊膜壁壳，将固态或液态物质包裹成为的直径在一到一微米的胶囊。其内容物称之为芯材。由于芯材被囊材包裹 ，所以其化学性质几乎不受影响。并且，由于囊材几乎都有半透膜的特性，故芯材可借压力、pH值、酶解、温度或提取等方法完全释放出来。

## 应用

### 医药学
微囊可以掩盖药物的不良气味及口味；还能够提高药物的稳定性；并会减少药物对胃的刺激；固化液态药物，以方便其使用；减少复方药物的配伍变化；应用最多的是通过微囊化方法形成缓控释制剂和靶向制剂；一些微囊还可以将活细胞或者生物活性物质包裹在内。

### 電子墨水
電子墨水廣泛用於電子書閱讀器，亦為微膠囊的應用。

## 囊材
微囊的囊材要有无毒无刺激、化学性质稳定、具有适宜的释药性、有一定的强度、有合格的粘度等特性，常用的囊材主要有天然高分子囊材，如明胶、阿拉伯胶、琼脂、海藻酸及其盐、壳聚糖等；半合成高分子囊材，如羧甲基纤维素钠、醋酸纤维素碳酸酯、乙基纤维素、甲基纤维素、羟丙基纤维素；合成高分子囊材包括生物降解的聚碳酯、聚氨基酸、聚乳糖、丙交酯乙交酯共聚物、聚乳酸-聚乙二醇嵌段共聚物，非生物降解的聚酰胺、硅橡胶等。
制备微囊的过程称为微囊化，常用的微囊化方法有物理化学方法、物理机械方法、化学法。